# كين لانيير
كين لانيير (بالإنجليزية: Ken Lanier)‏ هو لاعب كرة قدم أمريكية أمريكي، ولد في 8 يوليو 1959 في كولومبوس في الولايات المتحدة.

## وصلات خارجية
- كين لانيير على موقع مرجع كرة القدم المحترفة.كوم (الإنجليزية)